# Sebastian Smoliński
Sebastian Smoliński (ur. 1 lipca 1991) – polski biegacz średnio- i długodystansowy.
Zawodnik klubów: MKS Start Lublin (2009-2013), AZS UMCS Lublin (od 2014). Wicemistrz Polski w biegu na 5000 metrów (2016) oraz dwukrotny brązowy medalista mistrzostw Polski w biegu na 800 metrów (2012, 2013). Brązowy medalista halowych mistrzostw Polski w biegu na 1500 metrów (2015).
Wybrane rekordy życiowe: 800 metrów - 1:47,87 (2012), 1500 metrów - 3:41,61 (2015), 5000 metrów - 14:22,11 (2016)